# Bothriurus maculatus
Espèce
Synonymes
- Bothriurus bonariensis maculatus Kraepelin, 1911

Bothriurus maculatus est une espèce de scorpions de la famille des Bothriuridae.

## Distribution
Cette espèce se rencontre en Bolivie et en Argentine.

## Publication originale
- Kraepelin, 1911 : Neue Beitrage zur Systematik der Gliederspinnen. Mitteilungen aus dem Naturhistorischen Museum in Hamburg, vol. 28, p. 57-107 (texte intégral).